# موسيس لاميدي
موسيس لاميدي (مواليد 5 يناير 1988 في لاغوس - نيجيريا) لاعب كرة قدم ألماني ذو أصول نيجيرية يلعب حالياً لصالح نادي الدرجة الأولى بوروسيا مونشنغلادباخ الألماني منذ 2003 في مركز المهاجم .

## روابط خارجية
- موسيس لاميدي على موقع قاعدة بيانات كرة القدم.إي يو (الإنجليزية)
- موسيس لاميدي على موقع بيانات كرة القدم. دي إي (الألمانية)
- موسيس لاميدي على موقع Soccerway.com (الإنجليزية)
- موسيس لاميدي على موقع عالم كرة القدم.نت (الإنجليزية)
- موسيس لاميدي على موقع كووورة